# Barry Lategan
Barry Lategan, né le 7 janvier 1935 et mort le 11 août 2024, est un photographe de mode sud-africain. Ses clichés sont publiés dans Elle, Harper's Bazaar, Life, Marie Claire, L'Officiel, et Vogue. 
En 1966 est publiée la photo réalisée par Barry Lategan de Twiggy (à l'époque inconnue) par The Daily Express.
Il participe au Calendrier Pirelli en 1988.

## Biographie
Barry Lategan naît le 7 janvier 1935 en Afrique du Sud, et va en Grande-Bretagne en 1955 pour étudier à la Bristol Old Vic Theatre School. Barry Lategan est appelé au service national dans la RAF et c'est pendant cette période qu'il découvre la photographie. Il retourne en Afrique du Sud en 1959 et assiste le photographe du Cap Ginger Oads. Barry Lategan est retourné à Londres en 1961. Barry Lategan est nommé membre honoraire de la Royal Photographic Society en 2007. Barry Lategan meurt à Londres en Grande-Bretagne, le 11 août 2024.